# جون كريغهيد
جون كريغهيد هو لاعب هوكي جليد كندي، ولد في 23 نوفمبر 1971 في فانكوفر في كندا.

## وصلات خارجية
- جون كريغهيد على موقع دوري الهوكي الوطني (الإنجليزية)
- جون كريغهيد على موقع قاعة مشاهير الهوكي (لاعب أن.إتش.أل) (الإنجليزية)
- جون كريغهيد على موقع EliteProspects.com (الإنجليزية)
- جون كريغهيد على موقع HockeyDB.com (الإنجليزية)
- جون كريغهيد على موقع Hockey-Reference.com (الإنجليزية)